# Pterospermum yunnanense
Pterospermum yunnanense är en malvaväxtart som beskrevs av Hsue. Pterospermum yunnanense ingår i släktet Pterospermum och familjen malvaväxter. Inga underarter finns listade i Catalogue of Life.